# Уя (Карелия)
У́я (карел. Uja) — деревня в Прионежском районе Республики Карелия, административно входит в состав Деревянского сельского поселения.

## Общие сведения
Расположена к югу от Петрозаводска, на берегу Онежского озера.
Ближайшие населённые пункты: на юго-западе сёла — Деревянка и Пяжиева Сельга, на северо-западе — село Деревянное. Через деревню проходит автодорога Р19.

## Население
| 2002 | 2009 | 2010 | 2013 |
| ---- | ---- | ---- | ---- |
| 25   | ↘15  | ↗16  | ↗22  |

## Улицы
- ул. Ручейная